# سوسمار دیواری ایتالیایی

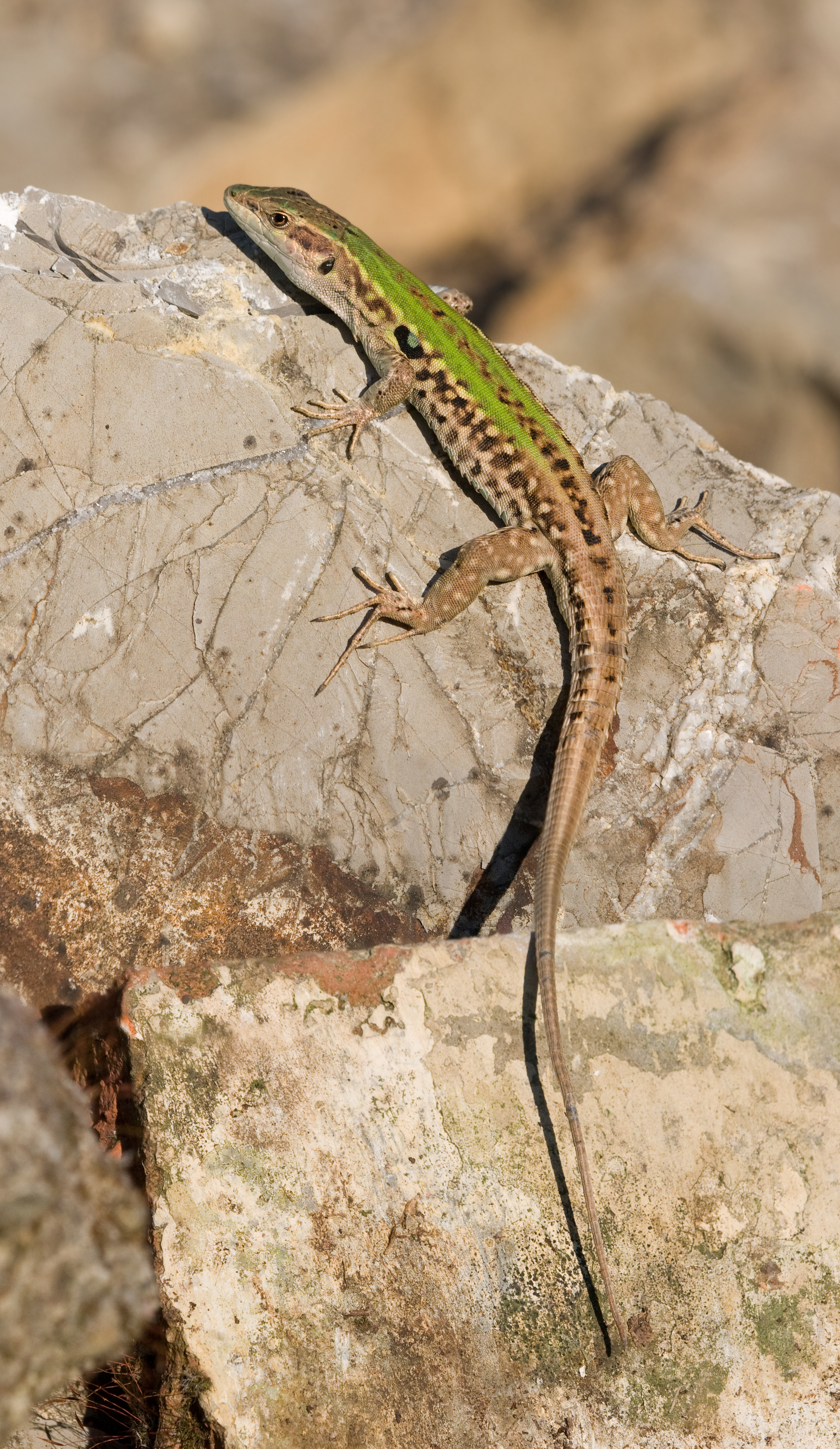
مارمولک ایتالیایی

سوسمار دیواری ایتالیایی یا استانبولی گونه‌ای از خانواده سوسمارها می‌باشد. مارمولک ایتالیایی بومی بوسنی و هرزگوین، فرانسه، کرواسی، ایتالیا، صربستان، مونته‌نگرو، اسلونی و سوئیس است اما در اسپانیا، ترکیه و ایالات متحده هم وجود دارد. این نوع مارمولک فراوان‌ترین گونه در جنوب ایتالیا است.
این گونه در سال ۲۰۰۸ بعد از انشار یک مطالعه پژوهشی مورد توجه قرار گرفت که جزییات رفتاری و ریخت‌شناسی نشان‌دهنده تکامل سریع این گونه می‌باشد.

## زیستگاه
زیستگاه طبیعی آن‌ها، پوشش‌های گیاهی مدیترانه‌ای پوشیده از بوته، مناطق صخره‌ای، سواحل صخره‌ای، سواحل شنی، باغ‌های روستایی، چراگاه، مزارع و مناطق شهری می‌باشد.